# Lãnh đạo doanh nghiệp

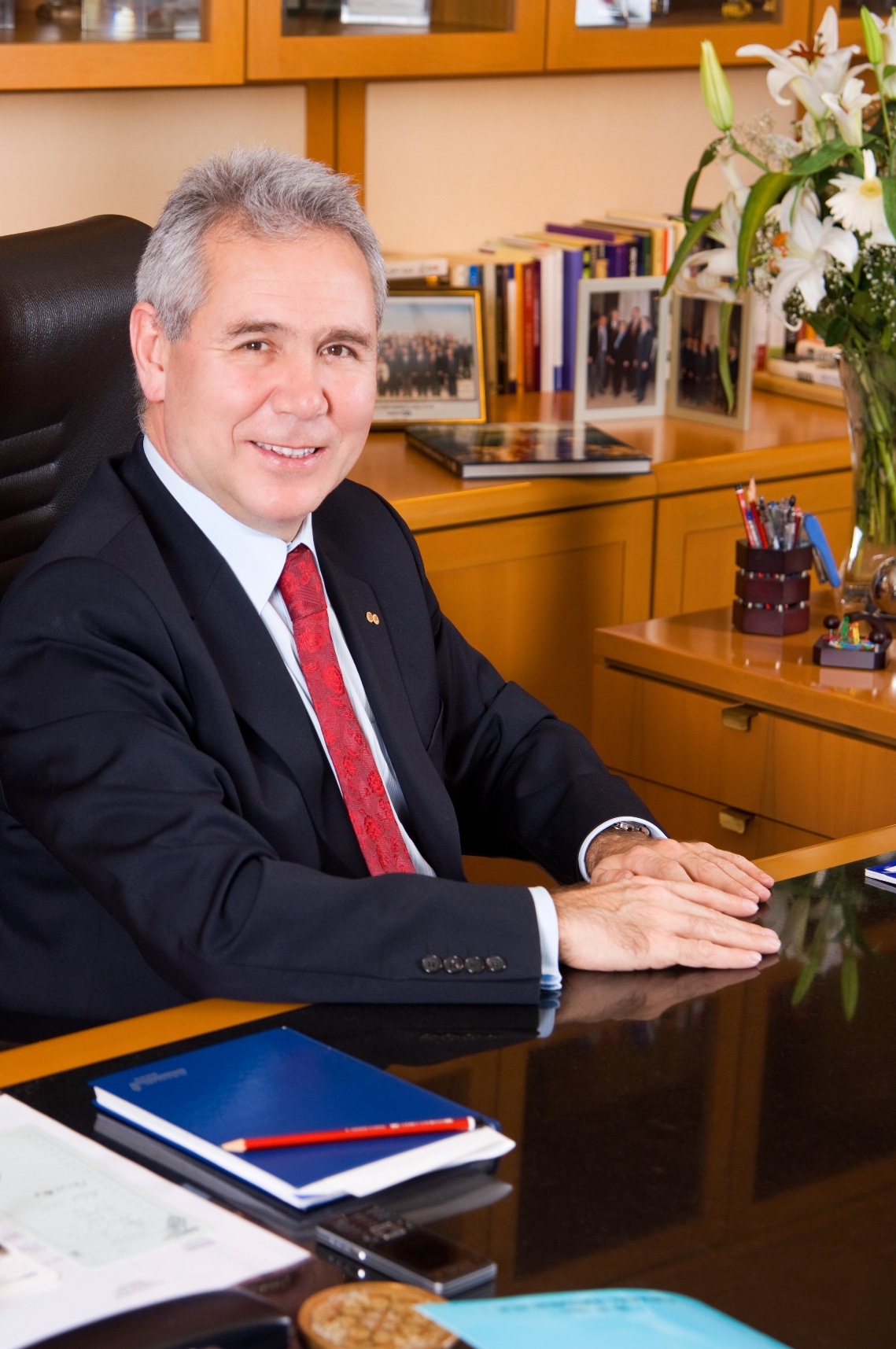
Chân dung một vị lãnh đạo doanh nghiệp kỳ cựu

Lãnh đạo doanh nghiệp hay còn gọi là Người điều hành doanh nghiệp (Business executive) là người chịu trách nhiệm điều hành một tổ chức, công ty, doanh nghiệp, tập đoàn, mặc dù bản chất chính xác của vai trò này thay đổi tùy thuộc vào tổ chức dọ đang dẫn dắt, lãnh đạo, quản lý về mức độ quy mô, tính chất, danh tiếng và lịch sử hình thành. Lãnh đạo doanh nghiệp thường nắm giữ các vị trí chủ chốt của doanh nghiệp với các chức danh như Chủ tịch tập đoàn, Chủ tịch hội đồng quản trị, Chủ tịch công ty, Tổng Giám đốc, Giám đốc và đặc biệt là vị trí Giám đốc điều hành (CEO). Các giám đốc điều hành điều hành công ty lập kế hoạch, vạch ra phương hướng, chiến lược, lộ trình để giúp tổ chức của mình phát triển. Để trở thành giám đốc điều hành thường mất nhiều năm thăng chức và làm việc chăm chỉ vì trình độ của vị trí, chức danh này cần những cá nhân nỗ lực với nhiều năm kinh nghiệm trong nhiều khía cạnh của doanh nghiệp. Những lãnh đạo doanh nghiệp tầm cỡ và danh tiếng trên thế giới cũng chính là những doanh nhân thành đạt thuộc giới tinh hoa, biểu tượng cho sự thành công, tài năng, giàu có, sang trọng, quý phái và địa vị xã hội cao. Trong công ty cổ phần, các vị trí chóp bu của công ty như Chủ tịch Hội đồng quản trị và Phó Chủ tịch Hội đồng quản trị (thường trực Hội đồng quản trị) và Tổng Giám đốc hợp hành các vị trị lãnh đạo chủ chốt của công ty có quyền bàn thảo và đề ra định hướng, chính sách trước khi đưa ra Hội đồng quản trị thảo luận và biểu quyết theo tập thể.

## Chức trách
Nghề giám đốc điều hành doanh nghiệp bao gồm nhiều công việc. Các vị trí này bao gồm giám đốc điều hành, quản lý cửa hàng bách hóa và người điều hành doanh nghiệp nhỏ. Các giám đốc điều hành chịu trách nhiệm về tổ chức của họ. Họ lập và xem xét các mục tiêu cho công ty. Họ làm việc chặt chẽ với một nhóm nhân viên cấp cao hoặc trợ lý. Nhóm này có thể lập cả kế hoạch dài hạn và ngắn hạn để đạt được các mục tiêu này. Sau khi lập kế hoạch, các giám đốc điều hành đảm bảo công ty tuân thủ các thay đổi. Họ thực hiện điều này bằng cách họp với các nhà quản lý của tất cả các phòng ban và nhận báo cáo tiến độ. Các giám đốc điều hành thường được bầu bởi chủ sở hữu của tổ chức, cổ đông, hội đồng quản trị Thuật ngữ này thường đề cập đến người điều hành tổ chức hoặc một người tham gia vào vai trò quản lý cấp cao của một tập đoàn, công ty, trái ngược với việc là người sáng lập, chủ sở hữu hoặc cổ đông lớn chiếm đa số vốn cổ phần của tổ chức. Nhiệm vụ của giám đốc điều hành phụ thuộc vào số lượng nhân viên của họ được giao. Một số giám đốc điều hành giám sát các giám đốc chung ở các lĩnh vực khác nhau. 
Trong các tổ chức kinh doanh quy mô lớn hơn, chẵng hạn như các tập đoàn, tổng công ty, họ có thể chỉ đạo một lĩnh vực, chẳng hạn như tiếp thị, tài chính hoặc dịch vụ pháp lý. Trong lĩnh vực tài chính, giám đốc điều hành có thể chỉ đạo việc mua hoặc bán đất (giao dịch bất động sản) hoặc các khoản đầu tư khác. Các giám đốc điều hành khác tham gia nhiều hơn. Họ có thể thuê và đào tạo nhân viên mới. Họ có thể chỉ đạo nhân viên về những nhiệm vụ cần thực hiện. Họ có thể chọn hệ thống máy tính để ghi lại dữ liệu, chẳng hạn như ngân sách. Khi có khiếu nại, giám đốc điều hành có thể chỉ đạo điều tra để giải quyết những gì đã xảy ra trong cơ quan hoặc giữa các thành viên nhân viên. Một phần lớn công việc của giám đốc điều hành là phát triển mối quan hệ với những người bên ngoài tổ chức. Những người này có thể là khách hàng hoặc người đóng góp. Một cách mà giám đốc điều hành tạo dựng mối quan hệ là thông qua việc phát biểu tại hội nghị. Giám đốc điều hành cũng có thể phục vụ trong ban quản trị của các nhóm cộng đồng. Những hoạt động này thúc đẩy công ty và người lãnh đạo của công ty. Ngoài ra, giám đốc điều hành giám sát ngân sách. Họ sử dụng ngân sách để phân tích mức độ hoạt động tốt của tổ chức. Họ đưa ra các đề xuất về nơi cắt giảm chi phí. Các giám đốc điều hành cũng có thể gợi ý nơi có thể cải thiện. Các giám đốc điều hành cũng đàm phán hợp đồng với các cơ quan bên ngoài. Họ cần kỹ năng thuyết phục tốt để giữ chi phí ở mức thấp.